# 엔리크 발로르 이 비베스

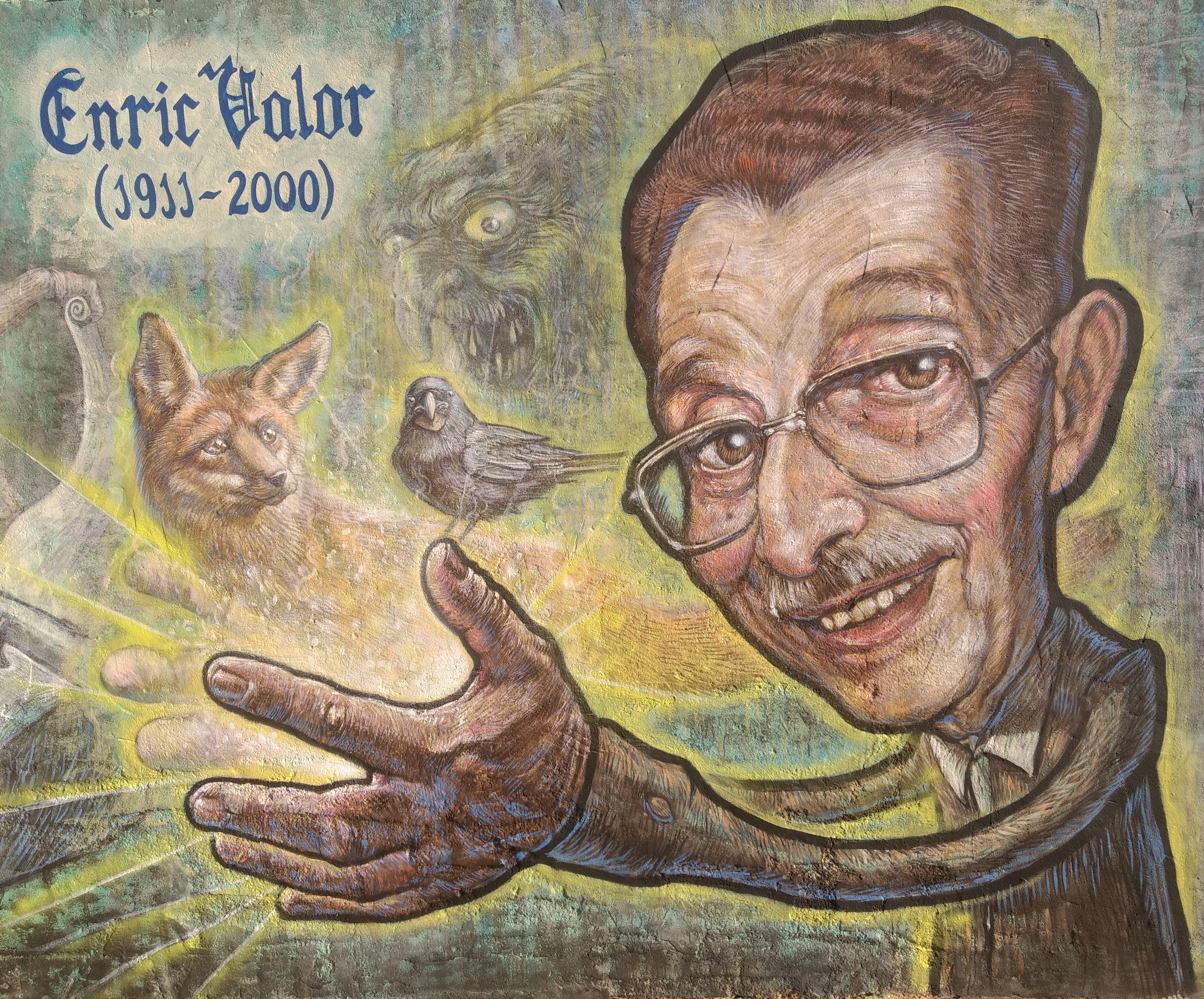

엔리크 발로르 이 비베스(Enric Valor i Vives, 1911년 8월 22일 ~ 2000년 1월 13일)는 발렌시아어 사전의 편찬에 공헌한 발렌시아의 내레이터이자 문법학자이다. 그는 스페인 발렌시아 주의 카탈루냐어 표준화를 홍보한 사람 중의 하나이기도 하다.

## 일생
엔리크 발로르는 1911년 카스탈랴(Castalla) 출신의 부유한 집에서 태어났다. 1930년에 그는 알리칸테에서 발렌시아어 풍자신문 <El Tio Cuc>의 저널리스트가 되었다. 에스파냐의 제2공화국 때 그는 정치활동을 하여 발렌시아 주를 자치구로 만들기 위해 애쓰는 동시에 발렌시아 시의 민족주의 신문 <La República de les Lletres>, <El Camí>, <El País Valencià> 등에 기고했다. 에스파냐 내란이 일어났을 때 그는 공화국을 지지했다.
전쟁이 끝난 후 그는 정치활동을 중단하고 문학에 전념했다. 1950년대 초 그는 발렌시아의 유명한 옛이야기인 "rondalles"를 모아 <Rondalles valencianes>(1950-1958)를 출판했다. 1960년대에는 지하에서 발렌시아인 민족주의 노선의 정치활동을 했다. 1966년부터 1968년까지 프랑코 독재정부는 엔리크 발로르를 정치범으로 수감했다. 석방한 후 전후 거의 최초의 발렌시아어 잡지인 <Gorg>(카탈루냐어로 "소용돌이"라는 뜻)의 발행해 참가했다. 프랑코의 독재가 끝나자 발로르는 그의 사상과 작품을 자유롭게 퍼뜨릴 수 있었다. 그는 카탈루냐어권에서 많은 주요한 상을 수상했다. 1990년대에 그를 노벨 문학상 후보로 추천하려는 움직임이 있었지만 엔리크 발로르는 2000년에 갑자기 사망했다. 현재 발렌시아 주의 많은 공공시설에 그의 이름이 붙어 있다.

## 작품
그의 최초의 글은 알리칸테의 El Tio Cuc에 기고한 글이다. 철자법이 잘못된 "스페인어화한" 카탈루냐어로 쓰였지만, 발로르는 글을 쓰면서 카탈루냐어의 맞춤법과 문법을 익혀나갔다. 그는 Francesc de Borja Moll이 편찬한 카탈루냐어의 방언 사전인 카탈루냐어-발렌시아어-Balearic 사전에 남부 발렌시아의 말뭉치를 추가하는 데에 기여했다. 그는 Carles Salvador와 Sanchis Guarner와 함께 발렌시아 주의 카탈루냐어 표준화를 홍보한 주요 인물로, 이를 주장한 글로는 <Curs de la llengua valenciana> (<Gorg>, 1961), <Millorem el llenguatge> (1971), <Curso medio de gramática catalana referida especialmente al País Valenciano> (1973) 등이 있다.
1983년에 그는 발렌시아어 동사의 방언을 정리한 <La flexió verbal>을 펴냈다. 이 책은 발렌시아어 동사의 쓰임을 담은 주요한 참고서임과 동시에 발렌시아 학생들을 가르치는 데에 쓰인다. <Rondalles valencianes>과 같은 그의 작품 속에서도 풍부한 어휘가 담겨 있다.

## 문학작품
그의 가장 유명한 작품은 36개의 발렌시아 옛이야기의 구전을 그대로 담은 <Rondalles valencianes>(1950-1958)다. 비슷한 형식의 다른 작품으로는 <Narracions de la Foia de Castalla>(1953)와 <Meravelles i picardies>(1964-1970)가 있다. 그는 1940~1950년대에 첫 번째 소설 <L'ambició d'Aleix>를 썼지만 오랫동안 개작하여 1960년에서야 출판했다. 그의 가장 주요한 소설중의 하나는 <Cicle de Cassana>로 <Sense la terra promesa>(1960), <Temps de batuda>(1983), <Enllà de l'horitzó>(1991)로 이루어진 삼부작이다. 이는 1916년부터 1939년까지 있었던 그의 독재 속으로 감추어진 기억을 회고하기 위해 쓰인 것이다. 1982년에는 <La idea de l'emigrant>를 출판했다.

## 수상
- 1983, Sanchis Guarner's Award (Premi Sanchis Guarner), from the Valencia Province Council.
- 1985, Valencian Arts Award (Premi de les Lletres Valencianes) from Valencia City Council.
- 1986, Member of the Philological Department in the Institut d'Estudis Catalans.
- 1987, Premi d'Honor de les Lletres Catalanes (Catalan Arts Honored Award) from the Òmnium Cultural de Barcelona.
- 1987, Member of the Advisory Board in the Interuniversitary Institute of Valencian Philology (Institut Interuniversitari de Filologia Valenciana).
- 1993, Honoris Causa Doctor by the University of Valencia.
- 1993, Saint George's Cross (Creu de Sant Jordi) from the Generalitat de Catalunya.
- 1996, Miquelet d'Honor from the Societat Coral El Micalet, de Valencia.
- 1997, Premi Cavanilles from the Valencian Instute of Nature and Hiking (Institut Valencià d'Excursionisme i Natura).
- 1998, Honoris Causa Doctor by the University of Balearic Islands.
- 1999, Honoris Causa Doctor by the Universitat Jaume I from Castelló.
- 1999, Honoris Causa Doctor by the University of Alicante.
- 1999, Honoris Causa Doctor by the Universitat Politècnica de València.